# Francia en los Juegos Olímpicos de Múnich 1972
Francia estuvo representada en los Juegos Olímpicos de Múnich 1972 por un total de 227 deportistas que compitieron en 18 deportes.  
El portador de la bandera en la ceremonia de apertura fue el esgrimidor Jean-Claude Magnan.

## Medallistas
El equipo olímpico francés obtuvo las siguientes medallas:
| Nombre                                                                           | Deporte               | Competición        |
| -------------------------------------------------------------------------------- | --------------------- | ------------------ |
| Oro                                                                              |                       |                    |
| Daniel Morelon                                                                   | Ciclismo en pista     | Scratch M          |
| Serge Maury                                                                      | Vela                  | Finn M             |
| Plata                                                                            |                       |                    |
| Guy Drut                                                                         | Atletismo             | 110 m vallas M     |
| Jacques Ladegaillerie                                                            | Esgrima               | Espada ind. M      |
| Michel Carrega                                                                   | Tiro                  | Foso M             |
| Marc Pajot Yves Pajot                                                            | Vela                  | Flying Dutchman M  |
| Bronce                                                                           |                       |                    |
| Gilles Bertould Jacques Carette Francis Kerbiriou Roger Vélasquez                | Atletismo             | 4 × 400 m M        |
| Christian Noël                                                                   | Esgrima               | Florete ind. M     |
| Gilles Berolatti Jean-Claude Magnan Christian Noël Daniel Revenu Bernard Talvard | Esgrima               | Florete por eqs. M |
| Jean-Jacques Mounier                                                             | Judo                  | –63 kg M           |
| Jean-Paul Coche                                                                  | Judo                  | –80 kg M           |
| Jean-Claude Brondani                                                             | Judo                  | Clase abierta M    |
| Jean-Claude Olry Jean-Louis Olry                                                 | Piragüismo en eslalon | C2 M               |